# Гвардија
Гвардија била је војно-полицијски одред формиран у Црној Гори 1831. године, за вријеме Петра  Петровића Његоша. Гвардија је била орган Сената и намјена јој је била вршење полицијско-војних и судских послова. Први покушаји оснивања Гвардије су забиљежени за вријеме владавине Петра  Петровића Његоша, али тај покушај је остао без успјеха. Она је важила као некакав мали суд и рјешавала је локалне спорове, племенске и нахијске. Она се дакле и територијално организовала по племенима и нахијама. Чланови Гвардије нису морали да бораве на Цетињу и њима нису била повејрена тешка кривична дјела, те нису могли доносити смртне пресуде. То је било у надлежности Сената. Гвардија је у почетку бројала 165 гвардијана, распоређених по читавој земљи, а њихов број се касније повећао на 405 људи. Организована је у мање одреде по племенима на чијем челу је био капетан гвардије. Укупно је било 18 капетана.
У Катунској нахији било је 112 припадника гвардије и 3 капетана; у Ријечкој 55 и 2; Црмничкој 55 и 2; Љешанској 17 и 1; Бјелопавлићима 55 и 3; Пиперима 26 и 2; Горњој и Доњој Морачи и Ровцима 25 и 2; те у Кучима 45 и 3. Примали су плату од 33 талира месечно и нешто у намирницама. Укупни годишњи издаци износили су 11.640 талира.
Проглашењем Црне Горе за књажевину гвардија је престала да постоји.